# Bogdan Ogrizović
Bogdan Ogrizović (Zagreb, 30. ožujka 1911. — Zagreb, 20. prosinca 1943.), bio je hrvatski profesor fizike i matematike u srednjoj školi i sudionik Drugoga svjetskog rata na partizanskoj strani.

## Životopis
Bogdan Ogrizović rodio se u Zagrebu 30. ožujka 1911. godine, kao sin književnika i hrvatskoga pravaškog političara Milana Ogrizovića. U rodnom gradu je završio srednju školu, maturirao 1930. u Prvoj realnoj gimnaziji i diplomirao 1933. godine na Filozofskom fakultetu. Bio je asistent na katedri za fiziku i profesor u Prvoj i Petoj realnoj gimnaziji u Zagrebu. Napisao je Udžbenik Fizike za učenike viših razreda gimnazije, koji je izašao 1946. godine u Zagrebu, u nakladi Školske knjige. Bio je omiljen profesor, iako je predavao dva predmeta koje đaci ne vole. Bio je predsjednik "Udruge srednjoškolskih profesora" i s prof. Lukatelom je izgradio "Profesorski dom", zgradu na uglu Bauerove i ulice Breščenskog.
Za vrijeme Šestosiječanjske diktature jugoslavenskoga kralja Aleksandra I. Karađorđevića, Ogrizović je vrlo aktivno radio s učenicima. Članom Komunističke partije Jugoslavije postao je 1934. godine. Te su ga godine vlasti prvi put uhitile i to zbog sudjelovanja u studentskim prosvjedima.
Kada je 1941. godine proglašena NDH, Bogdan Ogrizović je obnašao dužnost sekretara Četvrtog rajonskog komiteta KPJ. Uskoro je bio izabran za predsjednika Narodnooslobodilačkog odbora grada Zagreba. Ustaše su ga uhitile 2. srpnja 1943. godine. Ništa nije priznao policiji za vrijeme dok ga je ispitivala i mučila. Njegova supruga Slava više je puta intervenirala kod pojedinaca u vladi NDH, ali ništa nije poduzeto oko Bogdanovog oslobođanja.
Dana 20. prosinca je zajedno s Milovanom Kovačevićem i još 14 drugih antifašističkih boraca odveden na vješanje u Dubravu. Nekoliko dana kasnije njegovo tijelo je pokopano na Mirogoju. Prigodom polaganja lijesa u grob pokraj njegova pokojnog oca, Bogdanova majka je izjavila: "Milane, evo ti sina, poklon Nezavisne Države Hrvatske".

## Spomen
Gimnazija u Klaićevoj ulici br. 1, u kojoj je Ogrizović nekad predavao, nosila je njegovo ime sve do 1990-ih. Danas u Zagrebu knjižnica i čitaonica u Preradovićevoj 5 nosi njegovo ime.